# Nokian Tyres
Nokian Tyres – fiński producent opon do samochodów, ciężarówek, rowerów, maszyn leśnych oraz busów z siedzibą w mieście Nokia.
Przedsiębiorstwo zostało założone w 1988 roku ale korzenie firmy sięgają 1898 roku kiedy powstały Fińskie Zakłady Gumowe. Pierwsze opony samochodowe wyprodukowano w 1932 roku a w 1934 roku skonstruowano pierwszą na świecie oponę zimową. W roku 1995 spółka zadebiutowała na Helsińskiej Giełdzie Papierów Wartościowych. W 2014 roku powstała pierwsza na świecie opona zimowa z wysuwającymi się kolcami. Obecnie Nokian Tyres jest jednym z liderów sprzedaży opon pneumatycznych w Skandynawii.